# Посылторг

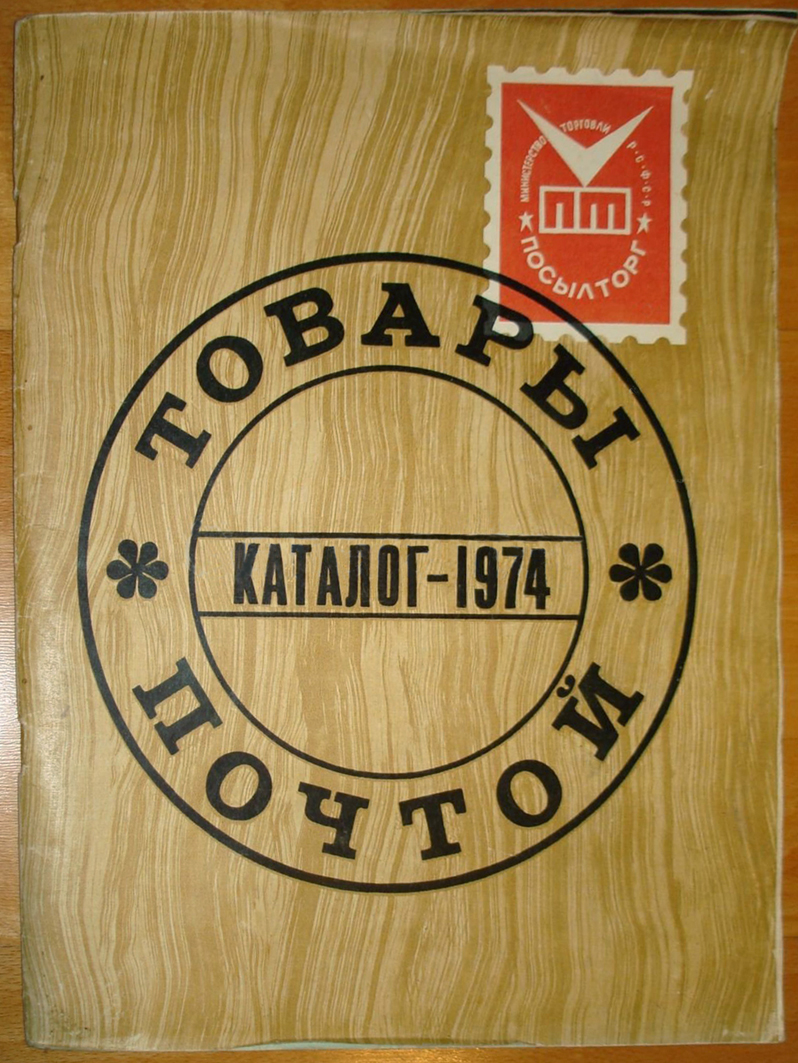
Обложка каталога «Посылторг» СССР 1974 года

Посылторг — торговая система в СССР, которая  посылала почтой товары, заказанные по каталогу.

## История
Впервые посылочная торговля появилась во второй половине XIX века в США: в 1872 году американская фирма «Montgomery Ward», позже компания «Richard Warren Sears» (1888) начали продажу товаров по каталогу и отправке их почтовой службой.
В Канаде фирма «T. Eaton Co. Limited» начала свою деятельность в 1884 году. В Германии первыми фирмами посылочной торговли были компании «Ernst Mey» (1886 г.), «August Stukenbrok Einbeck» (продажа велосипедов) 1888, «Quelle» (1927).. Такой вид внемагазинной торговли полностью удовлетворял желание покупателей, особенно периферийных районов страны.
Начало посылочной торговле в СССР было положено в 1924 году крупными торговыми организациями  ГУМ, «Мосторг» и другими.  В 1931-1940 гг. в составе Наркомата торговли РСФСР действовала республиканская контора «Посылторг», которая обслуживала в основном только предприятия и учреждения.
В 1949 году в Минторге СССР была организована Всесоюзная посылочная контора «Союзпосылторг». В ее задачи входило удовлетворение потребностей жителей отдаленных районов в дефицитных товарах. В 1949-1956 гг. она отправила 5600 тыс. посылок с товарами на 1530 млн рублей. Ассортимент товаров насчитывал до 3500 наименований, в том числе радиотовары, часы, швейные машины, велосипеды.
В 1956 г. контора была передана в систему Минторга РСФСР, переименована в «Посылторг» и начала работу также с крупногабаритными товарами, включая холодильники и стиральные машины. В 1956 году «Посылторг» выпустил около 2 млн экземпляров прейскурантов, каталогов и других рекламных материалов, разместил около 1500 объявлений в газетах, в журналах и на радио.

## Деятельность

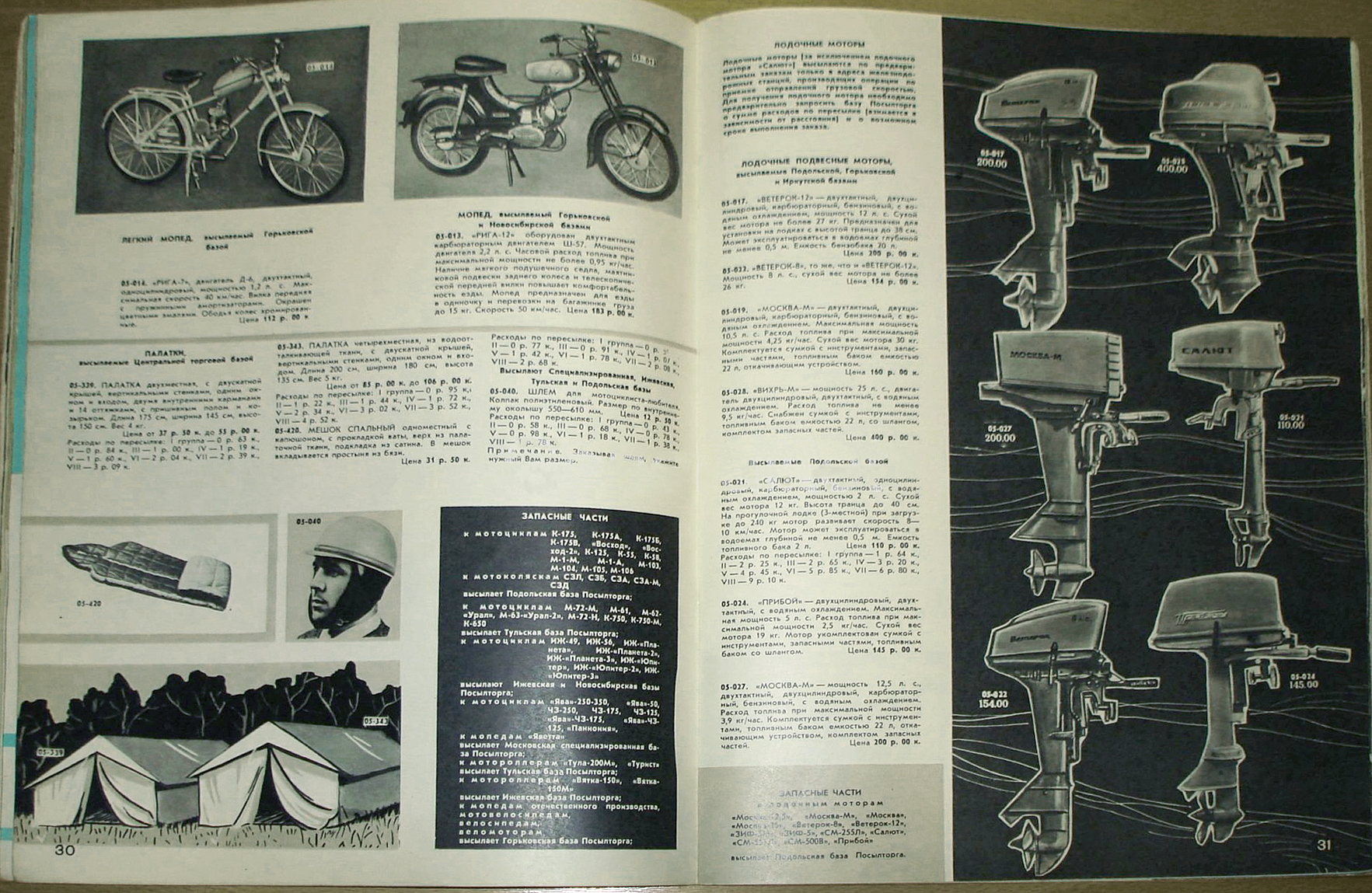
Страницы каталога «Посылторг», 1974

Каталог «Посылторг» был во всех почтовых отделениях СССР. Каждый желающий мог заказать (письмом) указанный в каталоге товар без предоплаты. Оплата за товар и доставку осуществлялась при получении посылки на почте.
В советских реалиях, отправленный потребителем заказ вовсе не означал, что базой товар будет выслан. В условиях общего товарного дефицита и плановой экономики СССР, это никак не могло удовлетворить спрос на товары. В большинстве случаев товар поступал заказчику с большим опозданием, или вовсе не посылался.
Кроме общего каталога, были еще и отдельные по авто-мотозапчастям, «Книга-почтой» и другие. На торговлю запчастями мототехники и велосипедов доставалось 30 % (в 1973 г.) розничной торговли СССР. 
«Посылторг» был в ведомстве Министерства торговли РСФСР, в его составе находилось несколько региональных баз (12 на 1974), каждая из которых специализировалась на определенных группах товаров. 
Центральная торговая база «Посылторг»  находилась в Москве по адресу ул. Авиамоторная, 5.